# Spaziotempo statico
In relatività generale, uno spaziotempo statico è uno spaziotempo stazionario per il quale è possibile individuare una famiglia di ipersuperfici spacelike {\displaystyle \Sigma } che siano ortogonali alle orbite generate delle isometrie delle metrica (che esistono perché lo spaziotempo è stazionario).
La stazionarietà è equivalente alla richiesta che per il vettore di Killing timelike che genera le isometria valga la relazione
{\displaystyle \xi _{[a}\nabla _{b}\xi _{c]}=0}
dove le parentesi quadre indicano l'antisimmetrizzazione sugli indici.